# Клецель, Михаил Маркович
Михаил Маркович Клецель (19 февраля 1911, Ольвиополь — 4 марта 1994, Саратов) — советский и российский шахматист. Мастер спорта СССР и международный мастер ИКЧФ (1975 г.).

## Биография
По профессии — инженер-гидролог. Окончил Саратовский институт сельского хозяйства и мелиорации (ныне Саратовский государственный университет генетики, биотехнологии и инженерии имени Н. И. Вавилова).
Участник Великой Отечественной войны и войны с Японией. Участвовал в сражении за Сталинград и штурме Кенигсберга. Закончил войну в звании майора инженерных войск.
Четырёхкратный чемпион Саратова (1935, 1941, 1949, 1962 гг.).
Чемпион Дальневосточного военного округа (1948 г.).
Победитель Всесоюзного турнира сельских ДСО (1959 г.).
Значительных успехов добился в игре по переписке (участвовал в соревнованиях с 1962 г., в международных соревнованиях — с 1964 г.).
В составе сборной РСФСР трехкратный победитель командных первенств СССР (1966—1968, 1968—1970 и 1970—1973 гг.).
Двукратный победитель международных турниров класса мастеров.
Дважды серебряный призёр чемпионатов Европы по переписке (делил 2—3 места в 1972 г. с Л. Я. Абрамовым; в 1978 г. с О. П. Милютиным).
Участник 8-го (1975—1980 гг.; 8 из 14, 5-е место) и 10-го (1978—1984 гг.) чемпионатов мира по переписке.
Похоронен в Саратове на Еврейском кладбище.

## Спортивные результаты
| Год                       | Город                                                    | Соревнование                                                        | + | − | = | Результат | Место                                 |
| ------------------------- | -------------------------------------------------------- | ------------------------------------------------------------------- | - | - | - | --------- | ------------------------------------- |
| 1935                      | Саратов                                                  | Чемпионат Саратова                                                  |   |   |   |           | 1                                     |
| 1936                      | Саратов                                                  | Показательный турнир с участием Г. М. Лисицына                      |   |   |   | 5 из 10   | 3                                     |
| 1938                      | Саратов                                                  | Показательный турнир с участием В. Н. Панова                        |   |   |   |           | 2                                     |
| 1941                      | Саратов                                                  | Чемпионат Саратова                                                  |   |   |   |           | 1                                     |
| 1948                      |                                                          | Чемпионат Дальневосточного ВО                                       |   |   |   |           | 1                                     |
| 1949                      | Саратов                                                  | Чемпионат Саратова                                                  |   |   |   |           | 1                                     |
| 1954                      | Горький                                                  | Командное первенство РСФСР (сборная Саратовской области, 4-я доска) |   |   |   |           | Команда — 3-я                         |
| 1959                      |                                                          | Всесоюзный турнир сельских ДСО                                      |   |   |   |           | 1                                     |
| 1962                      | Саратов                                                  | Чемпионат Саратова                                                  |   |   |   |           | 1                                     |
| СОРЕВНОВАНИЯ ПО ПЕРЕПИСКЕ |                                                          |                                                                     |   |   |   |           |                                       |
| 1966—1968                 | 1-е командное первенство СССР (сборная РСФСР, 7-я доска) | 1-е командное первенство СССР (сборная РСФСР, 7-я доска)            |   |   |   | 7 из 10   | Команда — чемпион, 2-е место на доске |
| 1968—1970                 | 2-е командное первенство СССР (сборная РСФСР, 8-я доска) | 2-е командное первенство СССР (сборная РСФСР, 8-я доска)            |   |   |   | 9 из 11   | Команда — чемпион, 1-е место на доске |
| 1970—1972                 | 6-й чемпионат Европы                                     | 6-й чемпионат Европы                                                | 8 | 2 | 3 | 9½ из 13  | 2—3                                   |
| 1970—1973                 | 3-е командное первенство СССР (сборная РСФСР, 7-я доска) | 3-е командное первенство СССР (сборная РСФСР, 7-я доска)            |   |   |   | 8 из 12   | Команда — чемпион, 2-е место на доске |
| 1976—1978                 | 10-й чемпионат Европы                                    | 10-й чемпионат Европы                                               | 8 | 1 | 5 | 10½ из 14 | 2—3                                   |
| 1977—1980                 | 8-й чемпионат мира                                       | 8-й чемпионат мира                                                  | 4 | 2 | 8 | 8 из 14   | 5                                     |
| 1982—1984                 | 10-й чемпионат мира                                      | 10-й чемпионат мира                                                 | 4 | 4 | 7 | 7½ из 15  | [ 12 ]                                |